# فرودگاه بین‌المللی کاپیتان دا کوربتا کارلووس برندزینو کوربلو
فرودگاه بین‌المللی کاپیتان دا کوربتا کارلووس برندزینو کوربلو (به انگلیسی: Capitán de Corbeta Carlos A. Curbelo International Airport) (به زبان بومی: Aeropuerto Internacional Capitán de Corbeta Carlos A. Curbelo) یک فرودگاه همگانی و نظامی مسافربری با کد یاتا PDP است که یک باند فرود آسفالت دارد و طول باند آن ۱۶۰۰ متر است. این فرودگاه در شهر پونتا دل استه کشور اروگوئه قرار دارد و در ارتفاع ۲۹ متری از سطح دریا واقع شده‌است.

## شرکت‌های هواپیمایی و مقصدهای پروازی
| شرکت‌های هواپیمایی                                   | مقصدهای پروازی                                                 |
| --------------------------------------------------- | -------------------------------------------------------------- |
| ارولینیاس آرژانتیناس                                | فصلی: محله هوایی یورگ نوبری                                    |
| ارولینیاس آرژانتیناس اجرا توسط اوسترال لینئاس آئراس | محله هوایی یورگ نوبری فصلی: اینگنیرو ارناوتیکو امبرسیو تاراولا |
| Amaszonas اجرا توسط Amaszonas Uruguay               | محله هوایی یورگ نوبری                                          |
| آزول برزیلین ایرلاینز                               | فصلی: ویراکوپوس-کامپیناس، سلگدو فیلهو                          |
| تام ایرلاینز                                        | سائو پائولو گوارولوس                                           |